# 阿拉伯起义旗
阿拉伯起义旗是阿拉伯起义期间由起义者使用的阿拉伯民族主义旗帜。
该旗帜由英国外交官马克·赛克斯设计，用以激发阿拉伯人的民族认同感。旗帜中的三条黑、白、绿平行色块分别代表阿拉伯历史上的阿拔斯王朝、伍麦叶王朝和法蒂玛王朝；红色三角形则代表哈希姆王朝。阿拉伯起义旗的设计为后世所广泛沿用，一战后许多新建的阿拉伯国家都应用了该旗的元素，而今日的埃及国旗、约旦国旗、伊拉克国旗、科威特国旗、苏丹国旗、叙利亚国旗、阿联酋国旗、也门国旗、巴勒斯坦国旗、索马里兰国旗、西撒哈拉国旗和利比亚国旗都含有阿拉伯起义旗的设计元素。

法塔特是奥斯曼帝国的一个地下阿拉伯民族主义组织。其目标是获得独立并统一当时受奥斯曼帝国统治的各个阿拉伯地区。这面三色旗于1914年采用。绿色象征法蒂玛王朝，白色象征伍麦叶王朝，黑色象征阿拔斯王朝。

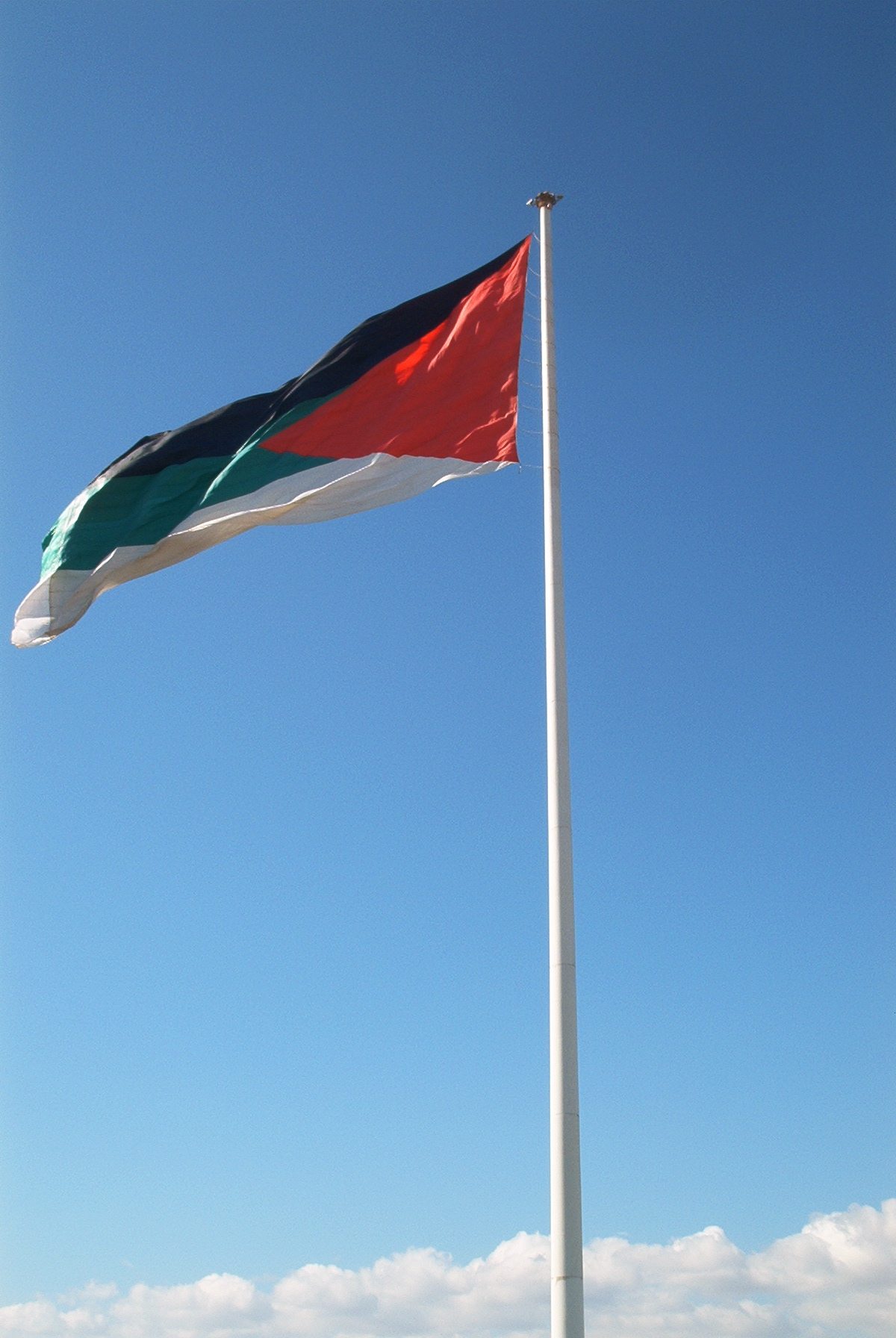
约旦亚喀巴的亚喀巴大旗杆（世界第六高独立旗杆）上仍飘扬着一面98.5×197英尺（长宽比例1:2）版本的阿拉伯起义旗。

## 历史相关旗帜
- 漢志王國（1916－1925）
- 漢志王國（1926－1932）
- 伊拉克王國（1920－1958）
- 伊拉克第一共和国（1959－1968）
- 阿拉伯聯邦（1958）
- 外约旦酋长国（1928－1939）
- 阿拉伯叙利亚王国（1920）
- 敘利亞第一共和國以及 敘利亞第二共和國（1932－1963）
- 南阿拉伯聯邦（1959－1962）
- 南阿拉伯聯邦（1962－1967）

### 巴勒斯坦相关
- 1936年至1939年巴勒斯坦阿拉伯起义期间使用的旗帜，红色三角形内有一个基督教十字架和一个伊斯兰新月
- 阿拉伯聯合共和國佔領加沙地帶的全巴勒斯坦政府使用的旗帜，以阿拉伯起义旗帜为基础，但颜色顺序进行了修改，与1920年的旗帜相同
- 1953年，全巴勒斯坦政府被解散，全巴勒斯坦保護國地位不變，以阿拉伯起义旗帜为基础，与1917年的旗帜相同。[4][5]
- 1948年至1964年的巴勒斯坦国旗。如今，每当出现危难迹象或仅仅是冲突，就会升起这面旗帜。[6]
- 带有较短红色三角形的版本，巴勒斯坦解放组织（成立于1964年）一直使用到 20 世纪 80 年代
- 带有较长红色三角形的版本，在巴勒斯坦历史的某些时期使用，但并不广泛

## 受影响旗帜
- 阿拉伯埃及共和国
- 阿拉伯叙利亚共和国
- 也门共和国
- 伊拉克共和国
- 巴勒斯坦国
- 约旦哈希姆王国
- 阿拉伯撒哈拉民主共和国
- 苏丹共和国
- 利比亚国
- 科威特国
- 索马里兰共和国
- 阿拉伯联合酋长国

## 政党旗帜
- 阿拉伯复兴社会党
- 叙利亚全国联盟和叙利亚临时政府使用的旗帜
- 2018年至2024年，叙利亚救国政府旗帜[7]
- 1963年-2024年，利比亚全国过渡委员会旗帜